# Barbara Jankowiak
Barbara Anna Jankowiak – polska psycholog, dr hab. nauk społecznych, profesor uczelni Katedry Dziennikarstwa i Komunikacji Społecznej Wydziału Zamiejscowego w Poznaniu Szkoły Wyższej Psychologii Społecznej w Warszawie i Pracowni Psychopedagogicznych Badań nad Rozwojem Człowieka Wydziału Studiów Edukacyjnych Uniwersytetu im. Adama Mickiewicza w Poznaniu.

## Życiorys
13 listopada 2007 obroniła pracę doktorską Aktywność seksualna nauczycieli a jakość i trwałość ich związków partnerskich, 15 maja 2018 habilitowała się na podstawie pracy zatytułowanej Zachowania ryzykowne współczesnej młodzieży. Studium teoretyczno-empiryczne. Została zatrudniona na stanowisku adiunkta w Collegium da Vinci w Poznaniu, oraz w Zakładzie Promocji Zdrowia i Psychoterapii na Wydziale Studiów Edukacyjnych Uniwersytetu im. Adama Mickiewicza w Poznaniu.
Awansowała na stanowisko profesora uczelni w Pracowni Psychopedagogicznych Badań nad Rozwojem Człowieka na Wydziale Studiów Edukacyjnych Uniwersytetu im. Adama Mickiewicza w Poznaniu, oraz w Katedrze Dziennikarstwa i Komunikacji Społecznej na Wydziale Zamiejscowym w Poznaniu Szkole Wyższej Psychologii Społecznej w Warszawie.
Jest kierownikiem w Pracowni Psychopedagogicznych Badań nad Rozwojem Człowieka na Wydziale Studiów Edukacyjnych Uniwersytetu im. Adama Mickiewicza w Poznaniu i członkiem Rady Dyscypliny Naukowej – Pedagogiki Uniwersytetu im. Adama Mickiewicza w Poznaniu.